# Alstroemeria polpaicana
Alstroemeria polpaicana este o specie de plante monocotiledonate din genul Alstroemeria, familia Alstroemeriaceae, descrisă de Pierfelice Ravenna. Conform Catalogue of Life specia Alstroemeria polpaicana nu are subspecii cunoscute.